# De Sims 3: Vooruit in de Tijd
De Sims 3: Vooruit In De Tijd (Engels: The Sims 3: Into the Future) is het elfde en allerlaatste uitbreidingspakket van De Sims 3. Het kwam in Europa uit op 24 oktober 2013.

## Gameplay
Sims kunnen met een tijdportaal naar Oasis Landing, een wereld in de toekomst, reizen en hun huizen futuristisch inrichten met nieuwe meubels en voorwerpen. In de inventaris van de Sim bevindt zich de tijdalmanak, welke info en gegevens bevat over het tijdreizen, afstammelingen en erfenisstandbeelden. Sims krijgen de tijdalmanak van de tijdreiziger Emit Relevart.

### Vaardigheden
Het uitbreidingspakket voegt drie vaardigheden aan het spel toe:
- Botbouw, het maken en onderhouden van Plumbots en het bouwen van eigenschappenchips
- Geavanceerde technologie, het bedienen en gebruiken van futuristische elektrische apparaten
- Laserharp, het bespelen van de laserharp

### Carrières
In Oasis Landing kan een Sim kiezen uit twee verschillende carrières:
- Astronoom
  - Ruimteavonturier
  - Astrofysicaonderzoeker
- Plumbotstadion
  - Stadionmedewerker
  - Bottechnicus

### Plumbot
Plumbots zijn de "monsters" uit dit pakket en zijn, net als Sims volledig door de speler aanpasbaar. Een Plumbot is een robot en te vergelijken met een SimBot uit De Sims 3: Ambities. SimBots kunnen echter niet op dezelfde manier gecreëerd en gewijzigd worden.
Bij het maken van een Plumbot moet een naam, het geslacht en een stem gekozen worden. Het hoofd, lichaam, armen en benen kunnen aangepast worden. Wat betreft de benen kan de speler kiezen uit een tweevoeter (twee gewone benen) of zweven (geen benen, maar de Plumbot zweeft in de lucht).
Plumbots zijn uitgerust met maximaal zeven eigenschappenchips. Eigenschappenchips zijn vergelijkbaar met karaktereigenschappen bij Sims.
Er zijn vier behoeftes bij Plumbots:
- Accu, Plumbots moeten zich opladen in een oplaadstation of door middel van elektronische toestellen
- Onderhoud, Sims moeten regelmatig aan hun Plumbots sleutelen zodat ze niet stilvallen
- Sociaal
- Plezier

### Oasis Landing
De nieuwe wereld in dit pakket is Oasis Landing. Dit is geen gewone wereld omdat de Sims van de speler er niet kunnen wonen. Andere huishoudens die een vaste inwoner zijn van Oasis Landing, kunnen alsook niet bespeeld worden. De enige manier om naar de toekomstwereld te gaan is via een tijdportaal. Sims zijn maar tijdelijk in Oasis Landing en kunnen daarna naar hun eigen huis keren.
In Oasis Landing zijn niet alleen futuristische en sciencefictionachtige huizen met bijhorende inrichting aanwezig, ook nieuwe transportmiddelen zoals jetpacks en zwevende auto's zijn daar te verkrijgen.
Oasis Landing is in drie verschillende versies te bezoeken:
- Dystopische toekomst (vervuild en vernietigd)
- Normale toekomst (in het begin als enige beschikbaar)
- Utopische toekomst (vol geluk, vreugde en blijdschap)

De versie kan gewijzigd worden door in het heden de toekomst te veranderen. De Sim moet daarvoor slechte (Dystopische toekomst) of goede (Utopische toekomst) dingen doen. Bij het voltooien van verschillende grote opdrachten in het heden, kan de Sim een of meerdere van de erfenisstandbeelden verdienen in de toekomst.
Wanneer de Sim naar de toekomst reist, kan hij in Oasis Landing op zoek gaan naar zijn afstammelingen. Als de Sim in het heden een klein familiekapitaal heeft, zullen zijn afstammelingen ook een klein kapitaal hebben. Dit is tevens het geval bij de omvang van het huishouden. Omgekeerd kan eveneens: Sims met een grote familie in het heden, zullen ook een grote familie in de toekomst hebben.

## Speciale edities

### Limited Edition
In de Limited Edition van Vooruit in de Tijd zit een extra voorwerp: een toestel om de behoeften van een Sim en de tijd stop te zetten. De nieuwe machine heeft bovendien de mogelijkheid om de Sim een nieuw pak aan te doen. Sims kunnen daarmee onder andere ergens in de wereld teleporteren.

### De Sims 3 plus De Sims 3: Vooruit in de Tijd
Hierbij is het basisspel De Sims 3 met het uitbreidingspakket De Sims 3: Vooruit in de Tijd samengebundeld. Extra voorwerpen zijn niet bijgevoegd.